# Walther GSP
Le GSP est un pistolet semi-automatique produit depuis 1968 par l’entreprise allemande Carl Walther. Chambré en .22 Long Rifle, il est destiné au tir sportif. L’arme a été déclinée en plusieurs variantes, dont le GSP-C, chambré en .32 S&W Long.

## Historique
Carl Walther débute en 1968 la commercialisation du GSP, un pistolet de tir sportif chambré en .22 Long Rifle. Étant donné que le plus petit calibre autorisé en compétition par l’Union internationale de tir est le .32, Walther met rapidement une variante, le GSP-C, permettant de tirer des cartouches de ce calibre.

## Description
Le GSP est un pistolet semi-automatique dont le rechargement est actionné par la pression des gaz sur la culasse. Afin d’équilibrer l’arme, le puits de chargeur est situé en avant du pontet et non dans la poignée. Celle-ci est en bois et comporte un repose-paume sur le côté droit. Le bloc de détente peut être remplacé et il en existe différents modèles permettant de personnaliser finement la course, la résistance et les autres caractéristiques de la détente ; il existe également une détente d’entraînement comportant un cliquet à cinq crans. Les organes de visée permettent également de nombreux réglages et personnalisation. Le guidon est ainsi disponible en différentes hauteurs et épaisseurs, tandis que la hausse est ajustable en élévation et en dérive. La précision est globalement excellente et n’est limitée que par la compétence du tireur, l’arme pouvant grouper les tirs dans un cercle de deux centimètres à vingt mètres.
La version standard du GSP la cartouche de .22 Long Rifle dont la percussion est annulaire. Le GSP-C tire la cartouche fr .32 S&W Long à percussion centrale et le mécanisme de percussion et d’alimentation est donc modifié en conséquence. Le chargeur contient cinq cartouches.